# Gërdec
Gërdec (inna nazwa: Gjeçaj) – wieś w środkowej części Albanii, w pobliżu leżącego 18 km na północny zachód od Tirany miasta Vora, w odległości 7,5 km od międzynarodowego lotniska w Rinas. W pobliżu wsi znajduje się baza wojskowa.

## Eksplozja w Gërdec
15 marca 2008 o godzinie 11.58 we wsi doszło do serii eksplozji zgromadzonej amunicji, w wyniku, których śmierć poniosło 26 osób, a blisko 300 zostało rannych. Wskutek katastrofy uległo uszkodzeniu 4200 domów mieszkalnych, z czego 412 zostało zniszczonych całkowicie.